# Coccidiphila gerasimovi
Coccidiphila gerasimovi ist ein Schmetterling (Nachtfalter) aus der Familie der Prachtfalter (Cosmopterigidae).

## Merkmale
Die Falter erreichen eine Flügelspannweite von 7 bis 11 Millimeter. Die Vorderflügel sind gelblich ockerfarben, die Costalader ist bis reichlich 2/3 der Vorderflügellänge dunkelgrau. Ein leicht gekrümmter und sehr schräg nach außen verlaufender, dunkelgrauer Strich reicht von der Mitte des Flügelinnenrandes bis zum Apex und ist bis zum Innenwinkel verlängert. Zwei dunkelgraue Linien verlaufen am Apex auf den Fransenschuppen. Die Fransenschuppen sind am Apex dunkelgrau und in Richtung des Flügelinnenrandes ockergrau. Die Hinterflügel glänzen grau. Das dunkelgraue Zeichnungsmuster der Vorderflügel ist manchmal verstärkt und erstreckt sich über den ganzen Flügel. Die ockerfarbene Grundfärbung ist dann nur noch ansatzweise erkennbar.
Bei den Männchen ist das rechte Brachium gestreckt und distal zugespitzt. Das linke Brachium ist zapfenförmig. Die Valven weiten sich von der schmalsten Stelle hinter der Mitte allmählich zu einem dreieckigen Cucullus. Die Valvellae sind in Basisnähe stark gekrümmt, der übrige Teil ist nur leicht gekrümmt. Sie sind in der Mitte am breitesten und verjüngen sich distal. Der Aedeagus ist rechteckig und hat ventral eine lange, zungenförmige Ausstülpung.
Bei den Weibchen ist die Ausbuchtung am hinteren Rand des 7. Sternits sehr flach. Das Ostium ist sehr breit. Das Sterigma ist vorn rundlich und hinten abgeplattet. Es hat große, schräge, seitliche Loben. Das Corpus bursae ist dicht mit sichelförmigen Kammstrukturen bedeckt.

### Ähnliche Arten
Coccidiphila gerasimovi ähnelt Coccidiphila ledereriella, ist normalerweise aber dunkler. Eine sichere Artbestimmung ist nur durch eine Genitaluntersuchung möglich. Bei den Männchen reicht es, die Schuppen des Afterbüschels zu entfernen, um das auffällige rechte Brachium sichtbar zu machen.

## Verbreitung
Coccidiphila gerasimovi ist im Mittelmeerraum verbreitet. Man findet die Art von Spanien im Westen, über Nordafrika, Kleinasien und den Nahen Osten bis zum Westkaukasus. Auf Malta ist die Art weit verbreitet. Sie ist auch auf den Kanarischen Inseln beheimatet.

## Biologie
Die Raupen ernähren sich von den Eiern verschiedener Schildlausarten. Dazu zählen Pseudococcus maritimus, Laccifer lacca, Leucanium prunastri und Aonidella citrina. Falter wurden von April bis Oktober gesammelt.

## Belege
1. 1 2 3 4 5 6  J. C. Koster, S. Yu. Sinev: Momphidae, Batrachedridae, Stathmopodidae, Agonoxenidae, Cosmopterigidae, Chrysopeleiidae. In: P. Huemer, O. Karsholt, L. Lyneborg (Hrsg.): Microlepidoptera of Europe. 1. Auflage. Band 5. Apollo Books, Stenstrup 2003, ISBN 87-88757-66-8, S. 133 (englisch).
2. ↑  Coccidiphila gerasimovi bei Fauna Europaea. Abgerufen am 30. Januar 2012
3. ↑  Sjaak (J. C.) Koster, Paul Sammut: Faunistic notes on Momphidae, Batrachedridae, Stathmopodidae and Cosmopterigidae from the Maltese Islands. Nota lepidopterologica 29 (1/2): 49–63